# Morelos, Hidalgo
Morelos är en ort i Mexiko.   Den ligger i kommunen Zimapán och delstaten Hidalgo, i den sydöstra delen av landet, 150 km norr om huvudstaden Mexico City. Morelos ligger 1 951 meter över havet och antalet invånare är 277.
Terrängen runt Morelos är kuperad åt nordväst, men åt sydost är den bergig. Runt Morelos är det ganska tätbefolkat, med 134 invånare per kvadratkilometer. Närmaste större samhälle är Zimapan, 13,5 km sydväst om Morelos. I omgivningarna runt Morelos växer huvudsakligen savannskog.